# För den som älskar
För den som älskar är en poplåt framförd av Shirley Clamp, med text och musik av Peder Ernerot och Gustave Lund. Den är släppt som singel från albumet "Den långsamma blomman". På försäljningslistan för singlar i Sverige placerade den sig som högst på 14:e plats. Melodin låg även på Svensktoppen i fem omgångar under perioden 12 december 2004–9 januari 2005, och låg som högst på fjärde plats.

## Listplaceringar
| Lista (2004) | Topplacering |
| ------------ | ------------ |
| Sverige      | 24           |

### Fotnoter
1. ↑  Listplacering